# 性别鉴定
性别鉴定（英語：或）是生物学及农学的技术手段，用于确定人、家禽、家畜或野生动物的性别。
对于两性异形的动物而言，可以根据形态学特征区分其性别，例如大多数哺乳动物可以通过外生殖器的差异来区分。部分鸟类、爬行动物和两栖动物没有外部的性别差异，因而需要使用一些辅助技术进行性别鉴定。如在动物医学上，对于两性同形的鸟类可以在麻醉或束缚下依靠耳鏡或纤维内窥镜来通过内生殖器鉴定性别，也可以检验血液或粪便样本，通过两性的激素差异来判断性别。而野生动物则可以依靠行为上的差异来区分。在养殖业中，可以翻开雏鸡的泄殖腔来鉴别其性别，也可以人为控制亲本的性别连锁基因，根据伴性遗传性状来确定子代的性别。
随着分子生物学技术的发展，性别分子鉴定或称分子性别鉴定也相应地产生并应用在养殖业、生物学、法医学、考古学等领域。例如养殖场对雏鸡的性别鉴定、采集野生动物的粪便进行性别鉴定、鉴定非法狩猎的猎物的性别、严重损毁的案件受害者遗体的性别鉴定、对古人类残骸的性别鉴定等。常用的分子标记物包括用于人及其它哺乳动物的牙釉质基因、SRY、ZFX/ZFY，用于鸟类的CHD1（古颚类除外）、NIPBL（所有鸟类）、RASA1（雉科）等。